# 真田のやぼう 3D沼田城
『真田のやぼう 3D沼田城』（さなだのやぼう スリーディーぬまたじょう）は、株式会社クライム（本社：群馬県高崎市）が開発したスマートフォン向けゲームアプリである。株式会社ろけっと開発（本社：群馬県前橋市）が開発に協力している。2016年9月5日にApp StoreおよびGoogle Playでダウンロード配信開始している。

## 概要
『ぐんまのやぼう』とコラボしたスマホ上でアイテムをタップする「収穫型ゲーム」と真田や沼田城に関する「歴史クイズ」に答えて得点を得ることでアイテムをGETして幻の沼田城と城下町をスマホ上で再現する築城ゲームである。

### 企画・開発の経緯
株式会社クライムの金井修社長が、NHK大河ドラマ『真田丸』を見ていた際に、自身の出身地である群馬県沼田市に実在した沼田城がドラマの中で頻繁に登場するのを見て、「幻の沼田城をスマホで再現できるようなゲームがあったら面白いのではないか？」と思い、同じ沼田市出身で高校の後輩にあたる株式会社ろけっと開発の宇田川利明社長と企画したことからゲーム開発が始まった。また、ゲーム部分は株式会社クライムの群馬事業所（群馬県北群馬郡吉岡町）の近くに実家がある『ぐんまのやぼう』の作者がコラボレーションという形で協力している。

### 後援・監修について
このアプリは群馬県沼田市後援、『歴史クイズ』は沼田市教育委員会が監修をしている。

## アプリ内容
群馬県のご当地アプリとして既にメジャーデビューしている『ぐんまのやぼう』と同様、タップするだけの簡単なゲームで、インストールもアプリ内課金もなく無料で遊ぶことができる。実際に沼田城を復活すると50数億円かかるため、ゲームで遊んでクイズで歴史を学びながらスマホ上に沼田城を築城し、城下町を復元させることで沼田市への地域貢献を目的としている。

### ゲーム
沼田城下白地図上に出現する、石、瓦、材木、大工、刀、兜……などを、指でタップしたり、なぞったりして操作するとアイテムを消すとゲーム内のポイント「N（NUMATA）」が貯まる。アイテムにより「N（NUMATA）」が異なる。アイテムをタップした際、「ぽよん」という音と共に「ぬまたー」という音声が流れる。アイテムの中には出現度の低い「レアキャラ」といわれる高得点のものが存在する。各アイテムは、「N（NUMATA）」が貯まるほど出現しやすくなる。貯まった「N（NUMATA）」により画面左上に表示される文字が赤く点滅し、そのテキスト上でタップすると、「ぬまたじょう」「きたじょうかまち」を構成するアイテムが獲得できる。アイテムは時間経過とともに出現し、出現する際は巻物→煙→アイテムの順で「ポンッ」という鼓をポンッと叩く音声が流れる。

### クイズ
「沼田城検定　歴史クイズ」は真田や沼田城に関する歴史が学べるクイズのことで、「初級」「中級」「上級」の3段階がある。5問回答するとその回答率により「N（NUMATA）」が貯まる。全問正解で「初級」は50N、「中級」は100N、「上級」は150Nが貯まる。FMぐんまのラジオ番組「茸とJOYのマイン・クライム」の中でJOYに『このクイズ初級なのに難しい！』と言わせしめた。

### ぬまたじょう
貯まった「N（NUMATA）」により灯篭、松の木、蔵、門、石垣、侍、忍び、赤い橋、井戸、武家屋敷、天守などと交換できて、徐々に沼田城が完成する。
20分に一度出現する「葛籠（つづら）」をタップすると「ひゅ～～　ドドン！　はっ！」という音声とともに、アイテムが出現し「N(NUMATA)」が貯まる。
建物をタップすると「真田信繁」「真田十勇士」「真田昌幸」「真田信之」「小松姫」「沼田市役所」「真田丸展」などの説明が表示される。

### きたじょうかまち
貯まった「N（NUMATA）」により櫓、侍、商人、銭湯、鍛冶屋などと交換できて、徐々に城下町が完成する。
20分に一度出現する「葛籠（つづら）」をタップすると「ひゅ～～　ドドン！　はっ！」という音声とともに、アイテムが出現し「N(NUMATA)」が貯まる。
城下町の中のお店を1日1回タップするとアイテムが出現し「N(NUMATA)」が貯まる。
城下町のお店は地元の企業や店舗が広告掲載している。2016年11月時点では「利根郡信用金庫」「宇敷木材工業」「D'STATION　沼田総本店」「ホテル　ベラヴィータ」「建友ホーム」「31アイスクリーム　沼田インター店」6店舗が登場している。2016年11月30日に「イシザワ」「FM-OZE」「株式会社かあちゃんのまごころ」、2017年1月5日に「株式会社前田設備」「山田調剤薬局」「真田丸店」「細谷呉服店」「羽鳥写真カメラ店」「E-DAPPE」が追加されている。

### いわびつじょう
2016年11月30日にこれまで「しーくれっと城」となっていたのが「いわびつじょう」としてリリースされた。
「いわびつじょう」とは「岩櫃城」のことで群馬県吾妻郡東吾妻町にあったとされる山城である。
NHK大河ドラマ『真田丸』のオープニングにも登場している。
本ページのアプリ名にもなっている「沼田城」よりも「岩櫃城」の方が存在感があるとユーザーの中で話題になっている。
東吾妻町役場から「岩櫃城をカッコよく作って下さりありがとうございます」と賛辞を頂いたと公式ツイッターで紹介されている。

## メディア掲載

### 新聞
- 2016年9月3日　読売新聞「3D沼田城 築城せよ」記事掲載
- 2016年9月5日　上毛新聞「ゲームで天守再現」記事掲載
- 2016年9月6日　朝日新聞「沼田城再建アプリ」記事掲載
- 2016年9月20日　上毛新聞特別版「沼田城をつくろう 1」記事掲載
- 2016年9月17日　毎日新聞「雑記帳」記事掲載
- 2016年9月17日　上毛新聞「JOYさんと茸さん 真田アプリ『実況』」記事掲載
- 2016年9月26日　上毛新聞特別版「沼田城をつくろう 2」記事掲載
- 2016年10月3日　上毛新聞特別版「沼田城をつくろう 最終回」記事掲載
- 2016年10月21日　朝日新聞姉妹紙・朝日ぐんま「レガシーを活かせ!!　沼田城再現アプリ」記事掲載 など多数掲載

### ネットニュース
- 2016年9月6日　朝日新聞デジタル「TVドラマで話題の真田の舞台、沼田城をスマホで再現」
- 2016年9月6日　Yahoo!ゲーム「『真田のやぼう 3D沼田城』が配信開始」
- 2016年9月6日　ガジェット通信「クライム、ゲームとクイズを解いて城を作るゲーム『真田のやぼう 3D沼田城』をリリース」
- 2016年9月6日　ロイター.co.jp「TVドラマで話題の真田の舞台、沼田城をスマホで再現」
- 2016年9月6日　BIGLOBEニュース「TVドラマで話題の真田の舞台、沼田城をスマホで再現」
- 2016年9月6日 　@niftyビジネス「TVドラマで話題の真田の舞台、沼田城をスマホで再現」
- 2016年9月16日　毎日新聞「真田丸の舞台を3Dで スマホアプリで再現」
- 2016年9月17日　毎日新聞「ＮＨＫ大河ドラマ『真田丸』の舞台の一つ沼田城をスマホで再現」
- 2016年9月17日　時事ドットコム「真田氏の沼田城『再建』＝アプリで、地元OB開発－街活性化に一役・群馬」 など多数掲載

## イベント出展
- 2016年10月8日～9日　ぬまた市産業展示即売会　出展
- 2016年11月12日～13日　沼田市　戦国ストリート2016　出展
- 2016年12月23日～25日　お城EXPO2016（in パシフィコ横浜）　出展

## コラボ作品
- 『ぐんまのやぼう』